# Istoria secretă
Istoria secretă este primul roman publicat de scriitoarea americană, Donna Tartt, publicat în septembrie 1992 de către Alfred A. Knopf. Cu acțiunea având loc în  Noua Anglie, romanul îi are ca și protagoniști pe șase studenți care învăță  greacă veche în cadrul colegiulul mic și elitist de arte liberale din Hampden, situat în Vermont. Acesta este bazat pe colegiul din Bennington unde autoarea a fost studentă între anii 1982 și 1986.
Istoria secretă este narată de către Richard Papen, unul dintre cei șase studenți și este o roman polițist inversat. Richard povestește despre întâmplările care au dus la moartea unuia dintre prietenii lui, Edmund ”Bunny” Corcoran. Romanul explorează circumstanțele și consecințele care au loc datorită morții lui Bunny asupra celorlalți studenți din grup.
75.500 de exemplare au fost tipărite pentru prima ediție (în comparație cu standardul de 10 mii de exemplare pentru un roman de debut). Astfel, romanul a primit titlul de bestseller. Acesta a fost în primă fază intitulat Zeul iluziilor. Prima sa copertă de carton a fost creată de Chip Kidd și Barbara White.